# Собрание депутатов Ненецкого автономного округа
Собрание депутатов Не́нецкого автономного округа (окружное собрание) (нен. Ненэцие" автономной округхы’ депутат"  Собрания) — высший и единственный, постоянно действующий законодательный (представительный) орган государственной власти Ненецкого автономного округа. Правопреемник Окружного Совета народных депутатов (до 1977 года — Окружной Совет депутатов трудящихся, создан в 1930 году).
11 сентября 1995 года Собранием депутатов НАО принят Устав Ненецкого автономного округа.
Двадцать девятый созыв (если считать с учётом ОСНД), восьмой созыв (2023—2028 годы) состоит из 19 депутатов. Выборы депутатов состоялись 10 сентября 2023 года.

## Образование Собрания депутатов
Образование Собрания депутатов округа было составной частью поэтапной конституционной реформы, проводимой Президентом РФ Борисом Ельциным. Вскоре после трагических событий 21 сентября — 5 октября в Москве глава администрации округа Юрий Комаровский издал постановление от 11 ноября 1993 г. № 590 «О принятии администрацией Ненецкого автономного округа, администрациями поселков и сельсоветов исполнительно-распорядительных функций Советов». Следующим постановлением № 595 от 13.10.1993 глава администрации взял на себя осуществление функций Ненецкого окружного Совета народных депутатов.
Роспуск представительных органов власти выходил за рамки конституционных норм. Это было вопиющим нарушением демократического принципа разделения властей. В большинстве субъектов этот процесс происходил болезненно. Малый Совет окружного Совета народных депутатов, взвесив соотношение сил, смирился с таким поворотом событий, председатель Совета Борис Слёзкин устранился от какого-либо сопротивления произволу исполнительной власти и занялся собственными проблемами. Аппарат окружного Совета, который в то время состоял из пяти человек, остался без работы. Согласно указу президента РФ исполнительным органам государственной власти было предписано сохранить имущество бывших Советов народных депутатов и их аппараты до сформирования новых органов представительной (законодательной) власти субъектов Российской Федерации.
Для принятия Временного положения о представительном органе власти Ненецкого автономного округа постановлением Главы администрации была создана представительная комиссия в составе 15 человек из работников администрации округа, бывших окружного и городского Советов, федеральных структур в округе, а также представителей общественности.
На заседаниях комиссии было принято название «Собрание депутатов Ненецкого автономного округа», хотя были и иные предложения. Разработчиком было предложено создать двухпалатный законодательный орган. В составе Собрания депутатов была выделена Палата законодательных предположений. Глава администрации округа утвердил предложенный комиссией вариант Временного положения и назначил выборы Собрания депутатов на 20 марта 1994 года. Они проводились по одному общеокружному пятимандатному избирательному округу (Палата законодательных предположений) и десяти одномандатным избирательным округам.
Выборы в законодательный орган власти Ненецкого автономного округа проходили в два этапа. Первые выборы состоялись 20 марта 1994 года, по их итогам было избрано 9 депутатов из 15 возможных.
На выборах в марте 1994 года в Собрание депутатов НАО баллотировалось 457 кандидатов по 11 избирательным округам. Большинство — самовыдвиженцы.
Повторные выборы 15 мая прошли в городе Нарьян-Маре и посёлке Искателей. По этим округам выдвинули свои кандидатуры 20 человек, среди которых были представители геологической отрасли, юристы, медицинские работники, авиаторы, предприниматели, учителя, руководители организаций и учреждений.
Первая организационная сессия Собрания депутатов НАО состоялась 30 мая 1994 года, на ней же были признаны полномочия всех 15 депутатов. В результате проведения тайного голосования председателем Собрания депутатов был избран Вячеслав Алексеевич Выучейский, заместителем председателя — Леонид Иванович Саблин.

## Полномочия
Собрание депутатов Ненецкого автономного округа:
- принимает Устав округа и поправки к нему;
- осуществляет законодательное регулирование по предметам ведения округа и предметам совместного ведения Российской Федерации и субъектов Российской Федерации в пределах полномочий округа;
- заслушивает ежегодный отчёт Губернатора округа о своей деятельности и деятельности Администрации округа;
- заслушивает ежегодный доклад губернатора округа о социально-экономическом положении в округе, включающий основные направления бюджетной и налоговой политики округа;
- осуществляет иные полномочия, установленные Конституцией РФ, федеральными законами, Уставом и законами Ненецкого автономного округа[4].

## Сессии
Основной формой работы Собрания депутатов является сессия. Сессия правомочна, если в её работе принимают участие не менее двух третей от установленного числа депутатов парламента.
Депутаты обязаны принимать участие в работе каждой сессии. В случае невозможности принять участие в заседании по уважительной причине депутат заблаговременно письменно информирует об этом председателя Собрания депутатов с указанием причин отсутствия.
Отсутствие депутата без уважительных причин, несанкционированное прерывание своего участия в сессии расценивается как нарушение им правил депутатской этики и влечёт применение к нему мер воздействия.

## Численный состав
С 1994 года по 2005 год собрание состояло из 15 депутатов.
Четвёртый созыв (2005—2009) состоял из 18 депутатов.
Пятый созыв состоял всего из 11 депутатов. Большинство экспертов и политологов настаивают, что количество депутатов должно быть увеличено. Считается, что небольшое число парламентариев выгодно исполнительной власти — чем меньше депутатов, тем легче их контролировать. Кроме того, столь малое количество мандатов практически исключает возможность попадания оппозиции в парламент. Весьма показательным является тот факт, что на выборах пятого созыва «Единая Россия» набрала всего 42 %, но при этом получила 6 из 11 мандатов (54 %) в заксобрании. В округе для распределения всего 11 мандатов используется метод делителей Империали.
С 1 августа 2011 года в соответствии с федеральным законодательством минимальное количество региональных парламентариев не может быть менее 15.
В конце 2013 года в Устав НАО были внесены изменения, в соответствии с которыми заксобрание шестого созыва должно состоять из 19 депутатов, избираемых на 4 года:
- 1) 8 депутатов избираются по одномандатным избирательным округам (один округ — один депутат);
- 2) 11 депутатов избираются по единому избирательному округу пропорционально числу голосов, поданных за партийные списки.

## Порядок рассмотрения проектов федеральных законов
Проекты федеральных законов по предметам совместного ведения РФ и регионов, внесённые в Госдуму и направленные в Собрание депутатов для представления в Госдуму отзывов и поправок на указанные законопроекты в течение тридцати дней рассматриваются Собранием депутатов.
Отзыв Собрания депутатов на проект федерального закона по предметам совместного ведения принимается постановлением Собрания депутатов.

## Собрание депутатов созыва 2009—2014 гг.
Срок полномочий:
- Дата начала — 1 марта 2009 года.
- Дата окончания — избрано сроком на 5 лет (до сентября 2014 года).

Численный состав депутатов — 11 депутатов (из них 8 работают на постоянной основе).
Окружной парламент впервые был полностью сформирован по пропорциональному принципу.

### Фракции
| Фракция               | Кол-во депутатов | Процент от общего числа депутатов % |
| --------------------- | ---------------- | ----------------------------------- |
| «Единая Россия»       | 6                | 54,54 %                             |
| КПРФ                  | 2                | 18,18 %                             |
| ЛДПР                  | 2                | 18,18 %                             |
| «Справедливая Россия» | 1                | 9 %                                 |

Сформирован один комитет, в который вошли все депутаты, и шесть постоянно действующих комиссий:
- по бюджету и экономической политике,
- по вопросам государственного устройства и местного самоуправления,
- по делам ненецкого и других малочисленных народов Севера, экологии и природопользованию,
- по общественной безопасности и противодействию коррупции,
- по социальной политике,
- по вопросам промышленности, транспорта и связи.

Председатель Собрания депутатов НАО — Коткин С. Н. (избран 2 марта 2012 года). Первый заместитель председателя — Мяндин А. В.

## Собрание депутатов созыва 2014—2018 гг.
Срок полномочий:
- Дата начала — 8 октября 2014 года.
- Дата окончания — избрано сроком на 4 года (до сентября 2018 года).

### Фракции
| Фракция            | Кол-во депутатов | Процент от общего числа депутатов по партийным спискам на выборах % |
| ------------------ | ---------------- | ------------------------------------------------------------------- |
| «Единая Россия»    | 13               | 45,6 %                                                              |
| КПРФ               | 3                | 19,2 %                                                              |
| ЛДПР               | 1                | 10,7 %                                                              |
| «Родина»           | 1                | 5,5 %                                                               |
| «Гражданская сила» | 1                | 5,1 %                                                               |

### Выборы
На выборах 14 сентября 2014 года Собрания депутатов 11 мандатов распределялись в едином округе (по партийным спискам), ещё 8 — по мажоритарной системе (в одномандатных округах).
8 октября 2014 года председателем Собрания депутатов избран Анатолий Васильевич Мяндин.

### Изменение состава Собрания
24 марта 2017 года депутат от партии «Единая Россия» Александр Безумов заявил о добровольном сложении депутатских полномочий. 3 мая 2017 года к исполнению полномочий депутата окружного Собрания вместо Безумова приступил Владислав Песков.
23 мая 2018 депутат от партии «Гражданская сила» Максим Малышев был досрочно освобождён от должности в связи с утратой доверия. Малышев не представил к 1 апреля 2018 года сведения о доходах и имуществе за 2017 год. Кроме того, Малышев не посещал Собрание депутатов с марта 2017 года, при этом не отвечая на телефонные звонки. Связь с аппаратом Собрания Малышев поддерживал только по электронной почте, но с апреля 2018 года связь прервалась окончательно.
15 июня 2018 года, за три месяца до окончания полномочий собрания место Максима Малышева в Собрании занял Николай Безумов, который был вторым в списке партии «Гражданская сила» на выборах 2014 года.

## Собрание депутатов созыва 2023—2028 гг.
По списку партии "Единая Россия", по единому избирательному округу, депутатом Собрания депутатов НАО избран  российский лыжник, двукратный бронзовый призёр Олимпийских игр в Пекине (2022) — Александр Терентьев.

## Представитель в Совете Федерации (сенатор)
- Александр Ильич Лутовинов — полномочия признаны 7 ноября 2023 года
- Римма Фёдоровна Галушина — дата наделения полномочиями: 2 октября 2018 года, полномочия прекращены с 7 ноября 2023 года.
- Евгений Георгиевич Алексеев — полномочия признаны 7 ноября 2014 года, подтверждены 10 ноября 2014 года, прекращены в сентябре 2019 года[12].
- Сергей Николаевич Коткин — полномочия признаны 17 марта 2014 года, подтверждены 17 апреля 2014 года, прекращены досрочно с 22 сентября 2014 года.
- Игорь Викторович Кошин — полномочия признаны 9 февраля 2012 года, прекращены досрочно 26 февраля 2014 года, в связи с назначением временно исполняющим обязанности губернатора Ненецкого автономного округа[13].
- Алексей Борисович Пантелеев — полномочия признаны 18 июля 2009 года, прекращены досрочно с 9 февраля 2012 года.
- Фархад Теймурович Ахмедов — полномочия признаны 6 июня 2007 года, прекращены 18 июля 2009 года.
- Законного представителя (сенатора) не было с марта 2005 года по июнь 2007 года.
- Татьяна Ивановна Коновалова — полномочия признаны 23 мая 2001 года, прекращены досрочно в связи со скоропостижной кончиной 12 июля 2005 года.
- Вячеслав Алексеевич Выучейский — полномочия признаны 23 января 1996 года, подтверждены 25 декабря 1996 года, прекращены с 23 мая 2001 года — Председатель Собрания депутатов Ненецкого автономного округа.

Сенатором — представителем от Окружного собрания депутатов с 2013 года может быть только депутат этого органа, не моложе 30 лет, обладающий безупречной репутацией и постоянно проживающий на территории региона в течение пяти последних лет.
Кандидатуры для наделения полномочиями члена СовФеда могут вносится председателем, фракцией или группой депутатов регионального парламента численностью не менее одной пятой (20 %) от общего числа депутатов.
Решение должно быть принято в течение месяца со дня первого заседания нового созыва большинством голосов от общего числа депутатов.
Кандидат в сенаторы обязан предоставить сведения о размере и об источниках своих доходов, сведения об имуществе, а также о доходах и имуществе своих супруги (супруга) и несовершеннолетних детей за предыдущий год.
Полномочия сенатора начинаются со дня вступления в силу решения законодательного органа региона.
Полномочия сенатора прекращаются досрочно только по основаниям и в порядке, которые предусмотрены Федеральным законом от 8 мая 1994 года N 3-ФЗ «О статусе члена Совета Федерации и статусе депутата Государственной Думы Федерального Собрания Российской Федерации».
В случае досрочного прекращения полномочий члена Совета Федерации наделение полномочиями нового члена Совета Федерации осуществляется не позднее чем через 1 месяц со дня досрочного прекращения полномочий предыдущего сенатора.

## Интересные факты
- В декабре 2009 года на сайте государственного заказа НАО размещено объявление о проведении открытого аукциона на приобретение автомобиля стоимостью 2,2 млн руб. В документации указывалось, что желаемый автомобиль — полноприводный Audi A6 Facelift 3.0 T FSI QUATTRO Tc или эквивалент. Чёрный, 2009 года выпуска. В числе обязательных технических характеристик — скорость до 100 км/ч он должен развивать за 5,9 секунды. Чёрный «седан» должен иметь кожаный салон со вставками под дерево. Комплектация полная: в документах указаны даже подробные требования к аудиосистеме и «начинке» автомобиля, вплоть до зеркал для макияжа. Дорогое авто предназначено для спикера окружного собрания[14].
- 14 октября 2010 года впервые Сессия ненецких депутатов транслировалась в Интернете в режиме онлайн[15].
- В 2012 году Собрание депутатов округа внесло 12 законопроектов в Госдуму (по этому показателю собрание находится на 44 месте из 83). Два законопроекта в итоге были приняты[16].
- Окружное собрание депутатов в 2013 году набрало 0 из 6 возможных баллов в Рейтинге доступности деклараций о доходах и имуществе депутатов законодательных собраний, составленном Transparency International[17].

## Информационное обеспечение деятельности Собрания депутатов
Собрание депутатов НАО является учредителем государственного учреждения «Окружная общественно-политическая газета „Выбор Ненецкого автономного округа“» («Выбор НАО»); соучредителем окружного государственного учреждения «Редакция общественно-политической газеты Ненецкого автономного округа „Няръяна вындер“» («Красный тундровик») и соучредителем окружного государственного учреждения «Ненецкая телерадиовещательная компания». Няръяна вындер и Выбор НАО объединены в Издательский дом НАО 18 февраля 2016 года.

## Квота
В Ненецком автономном округе согласно закону округа «О дополнительных гарантиях избирательных прав ненецкого народа быть избранным в законодательный (представительный) орган государственной власти НАО» (принят в 2001, отменён в 2005) в местном парламенте была выделена квота из двух депутатских мест для ненецких депутатов. В избирательной кампании 2005 года, которая завершилась в феврале, на депутатские места по этой квоте претендовали двое — председатель Ассоциации ненецкого народа «Ясавэй» В. Песков и бывший председатель, член совета организации, председатель кооператива «Ерв» А. Выучейский.